# Pogoń Katowice (żużel)
Pogoń Katowice – polski klub żużlowy z Katowic. W roku 1948 brał udział w rozgrywkach ligowych. W późniejszym czasie przestał funkcjonować.

## Historia
Klub założono jako sekcję żużlową Pogoni Katowice. W 1948 roku katowiczanie zajęli ostatnie, 16. miejsce w eliminacjach do powstającej ligi żużlowej. Rozgrywki II ligi klub ukończył na 4. miejscu. Przed sezonem 1949 Pogoń miała wystąpić w barażu o prawo startu w I lidze, jednakże wycofała się z rozgrywek.
W barwach Pogoni startowali m.in. Ludwik Draga oraz Herbert Hennek i jego synowie Ginter Hennek i Jan Hennek.

## Poszczególne sezony
| Sezon | Rozgrywki ligowe | Rozgrywki ligowe | Rozgrywki ligowe | Uwagi                                              |
| Sezon | Liga             | Liga             | Miejsce          | Uwagi                                              |
| ----- | ---------------- | ---------------- | ---------------- | -------------------------------------------------- |
| 1948  | Eliminacje       | Eliminacje       | 16/16            | Kwalifikacja do II ligi                            |
| 1948  | II               | II liga          | 4/9              | Klub nie przystąpił do turnieju barażowego o awans |

| Poziom ligowy | Liczba sezonów | Sezony |
| ------------- | -------------- | ------ |
| II            | 1              | 1948   |

## Osiągnięcia

### Krajowe
Poniższe zestawienia obejmują osiągnięcia klubu oraz indywidualne osiągnięcia zawodników w rozgrywkach pod egidą PZM.

#### Mistrzostwa Polski
Indywidualne mistrzostwa Polski
- 3. miejsce (1):
  - 1947 – Ludwik Draga (kl. 130 cm³)